# Nikki Hahn
Nikki Hahn (San Antonio, Texas; 13 de noviembre de 2002) es una actriz infantil estadounidense, más conocida por su papel como Sophie Hanks en un esquema de comedia de Jimmy Kimmel Live!, interpretando a la hija de Tom Hanks.

## Vida y carrera
Es hija única, y tiene origen alemán, español/mexicano y francés.
Comenzó su carrera como modelo infantil en la edad de 3 años y trabajó comercialmente a partir de los 4. Poco después, apareció como estrella invitada en programas de televisión. En 2009, apareció en CSI: Miami como Maggie Rush, y en NCIS: Los Ángeles como Elly Johnson.
En 2010 tuvo un pequeño papel en iCarly y Criminal Minds. También apareció en The Closer como Cody Tatem. En 2011 apareció como Sophie, la hija de Tom Hanks, una chica que aparece en el programa Toddlers & Tiaras en un sketch de comedia por Jimmy Kimmel Live, así como otra obra de teatro de comedia interpretando a la hija Topher Grace en un comercial de Pie Face. También aparecerá en su primer largometraje titulado The Secret Life of Dorks como la hija de James Belushi.
En 2011 trabajó con Teri Polo y Esai Morales en la película de Lifetime We Have Your Husband, donde desempeñó el papel de María Valseca. En enero de 2012, fue actriz invitada en Jessie de Disney como Lindsay, y en la película de Wizards of Waverly Place The Wizards Return: Alex vs. Alex como Bianca. Apareció en dos películas de Hallmark, Matchmaker Santa y Two-In. Durante ese año, apareció en un comercial de State Farm con "Packers" con el quarterback Aaron Rodgers. También fue actriz invitada como "Jenny Reynolds" en American Horror Story: Asylum. También apareció en la temporada 4 de Pretty Little Liars de ABC Family, donde interpretó a una mini Aria Montgomery, y la temporada 1 de The Fosters de ABC Family como la joven Callie Jacob. En 2016 apareció en la película original de Disney Channel Adventures in Babysitting.

## Filmografía
| Televisión | Televisión                        | Televisión                                                    | Televisión                                      |
| Año        | Título                            | Personaje                                                     | Notas                                           |
| ---------- | --------------------------------- | ------------------------------------------------------------- | ----------------------------------------------- |
| 2009       | CSI: Miami                        | Maggie Rush                                                   | Episodio: "Collateral Damage"                   |
| 2009       | NCIS: Los Angeles                 | Elly Johnson                                                  | Episodio: "Brimstone"                           |
| 2010       | iCarly                            | Kindergartener #3                                             | Episodio: "iFix a Pop Star"                     |
| 2010       | The Closer                        | Cody Tatem                                                    | Episodio: "In Custody"                          |
| 2010       | Criminal Minds                    | Abby Sanderson                                                | Episodio: "25 to Life"                          |
| 2011       | Jimmy Kimmel Live!                | Sophie Hanks                                                  | Sketch de comedia                               |
| 2011       | Jimmy Kimmel Live!                | Pie Face girl (con Topher Grace)                              | Sketch de comedia                               |
| 2011       | Jimmy Kimmel Live!                | Katie plus 80 (Hija de Katie Couric)                          | Sketch de comedia                               |
| 2011       | Jimmy Kimmel Live!                | Marley & Me: The Puppy Years (Ella misma)                     | Sketch de comedia                               |
| 2011       | Wilfred                           | Niñita                                                        | Episodio: "Acceptance"                          |
| 2012       | Childrens Hospital                | Carrie                                                        | Episodio: "The Return of the Young Billionaire" |
| 2012       | Jessie                            | Lindsey                                                       | Episodio: "Beauty and The Beasts"               |
| 2012       | Jimmy Kimmel Live!                | Sophie Hanks, hija de Katie Couric, Pie Face girl, Ella misma | 4 episodios                                     |
| 2012       | Matchmaker Santa                  | Joven Melanie                                                 | Hallmark Channel                                |
| 2012       | Second Chances                    | Maddie                                                        | Hallmark Channel                                |
| 2012       | American Horror Story: Asylum     | Jenny Reynolds                                                | Episodio: "Origins of Monstrosity"              |
| 2013       | The Wizards Return: Alex vs. Alex | Bianca Russo                                                  | Especial de televisión                          |
| 2013       | Hart of Dixie                     | Loretta June                                                  | Episodio: "Miracles"                            |
| 2013       | Pretty Little Liars               | mini Aria Montgomery                                          | Episodio: "A Is for A-l-i-v-e"                  |
| 2014       | The Fosters                       | Joven Callie Jacob                                            | Episodio: "Padre"                               |
| 2014       | The Night Shift                   | Kylie                                                         | Episodio: "Hog Wild"                            |
| 2016       | Adventures In Babysitting         | Emily Cooper                                                  | Disney Channel Original Movie                   |
| Cine       |                                   |                                                               |                                                 |
| 2012       | The Secret Lives of Dorks         | Gale Sara Ralph                                               |                                                 |
| 2012       | Fish Friend                       | Sally                                                         | Cortometraje                                    |
| 2013       | Riding 79                         | Sunny                                                         |                                                 |
| 2015       | Venom Therapy                     | Greta Kiku Arata                                              | Cortometraje                                    |
| 2015       | The Remains                       | Elena Tolwood                                                 |                                                 |
| 2016       | Scales: A Mermaid's Tale          | Crystal                                                       | Post-producción                                 |
| 2019       | My Spy                            | TBA                                                           |                                                 |